# Maria af Malmborg
Maria af Malmborg Linnman, född af Malmborg 27 juli 1956 i Solna, är en svensk skådespelare.
af Malmborg är dotter till dirigenten Lars af Malmborg och operasångaren Gunilla af Malmborg samt syster till tonsättaren Paula af Malmborg Ward.

## Biografi
Maria af Malmborg är utbildad på Teaterstudion och Statens scenskola i Stockholm 1975–1978. Hon var anställd bland annat på Västernorrlands Regionteater, Uppsala Stadsteater, Riksteatern, Scalateatern och Teater Västmanland, samt frilansade från 1 augusti 2011. Maria af Malmborg har spelat Desirée i TV-serien Goda grannar, Adams mamma i serien Eva & Adam och Eva & Adam – fyra födelsedagar och ett fiasko samt Boel Westin i Skumtimmen.
På teaterscenen har hon spelat Medea 1991, Paulina i Döden och flickan 1993, Ellen i Bobby Fischer bor i Pasadena 1996, Fru Alfving i Gengångare 2007, Othello 2008 och Martha i Vem är rädd för Virginia Woolf? 2009. Hon har även regisserat, bland annat En ängel vid mitt bord, Bottenglädjen 2006 och TangoLiv på Malmö Opera 2010.
Maria af Malmborg spelade titelrollen i radiooperan Hittekvinnan av systern Paula af Malmborg Ward, vilken vann Prix Italia 2006.

## Teater

### Roller
| År   | Roll           | Produktion                              | Regi             | Teater                   |
| ---- | -------------- | --------------------------------------- | ---------------- | ------------------------ |
| 1985 |                | Förbjudet område Klas Östergren         | Magnus Bergquist | Riksteatern              |
| 1996 | Ellen, dottern | Bobby Fischer bor i Pasadena Lars Norén | Marianne Rolf    | Helsingborgs stadsteater |